# Viso del Marqués
Viso del Marqués é um município da Espanha na província de Ciudad Real, comunidade autónoma de Castilla-La Mancha, de área  km² com população de 3026 habitantes (2006) e densidade populacional de 5,56 hab/km².

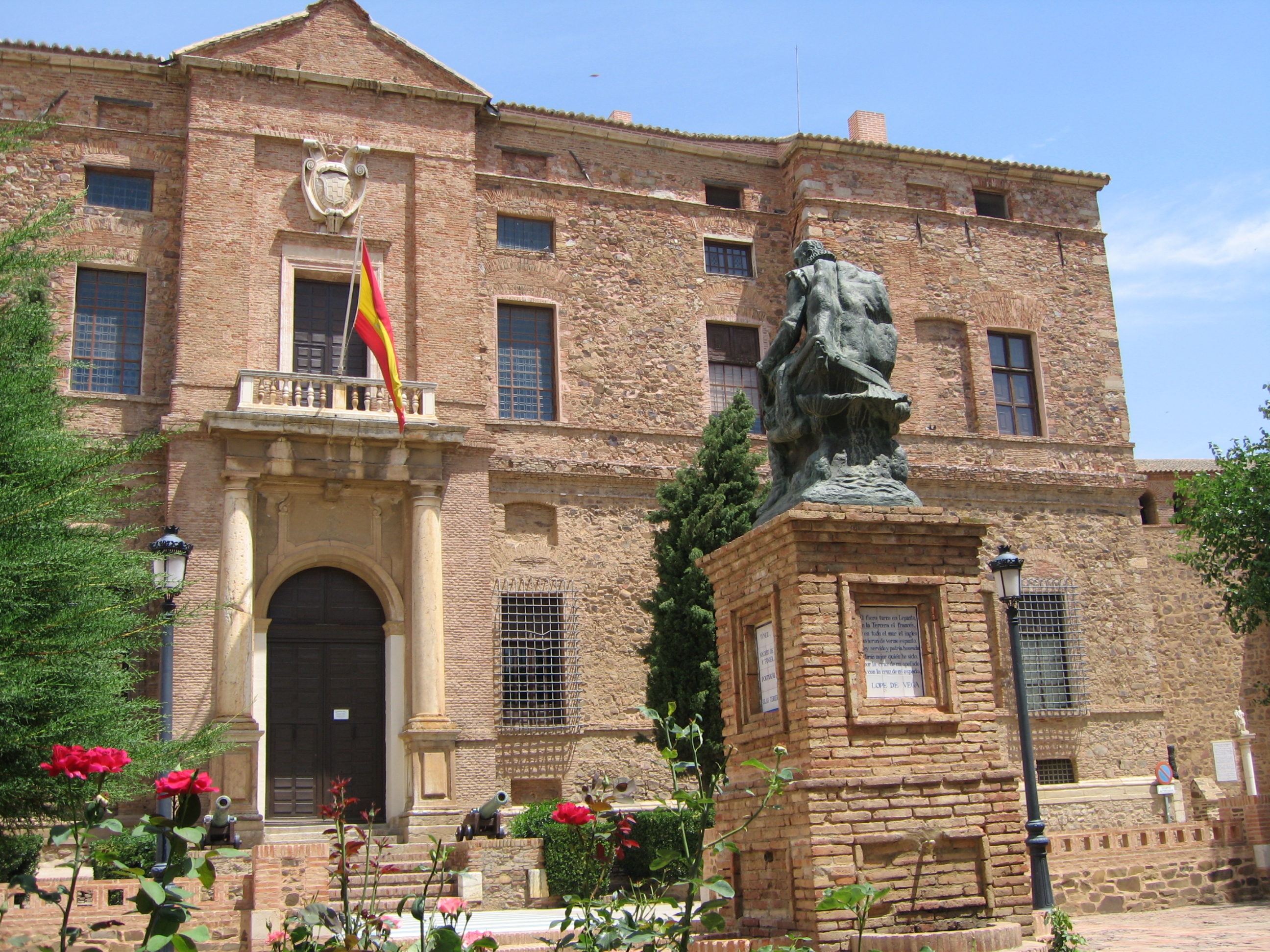
Palácio do Marquês de Santa Cruz en Viso del Marqués.

## Demografia
| Variação demográfica do município entre 1991 e 2004 | Variação demográfica do município entre 1991 e 2004 | Variação demográfica do município entre 1991 e 2004 | Variação demográfica do município entre 1991 e 2004 |
| --------------------------------------------------- | --------------------------------------------------- | --------------------------------------------------- | --------------------------------------------------- |
| 1991                                                | 1996                                                | 2001                                                | 2004                                                |
| 3287                                                | 3125                                                | 2972                                                | 2958                                                |